# Benjamin Bowring
Benjamin Bowring (* 17. Mai 1778; † 1. Juni 1846) war ein englisch-kanadischer Uhrmacher, Juwelier und Geschäftsmann. 1811 gründete er die Bowring Handels-, Transport- und Versicherungsgeschäfte, die später als Bowring Brothers in Kanada und den Vereinigten Staaten, und als C.T. Bowring & Co. in Großbritannien und anderswo bekannt waren.

## Leben

### Kindheit und Jugend
Benjamin Bowring wurde in Exeter als Sohn von Nathaniel und Susannah Bowring geboren. Seine Familie war seit zwei Jahrhunderten in der Wollindustrie tätig. Sein Cousin, John Bowring, war der vierte Gouverneur von Hong Kong. Sein Vater starb, als er fast drei Jahre alt war, worauf seine Mutter mit der Familie in ihre Heimatstadt Moretonhampstead zog, wo Benjamin seine Jugendjahre verbrachte. Nach Beendigung seiner Schullaufbahn war Lehrling beim Uhrmacher Charles Price, dessen Tochter Charlotte er später heiratete. Am 6. Oktober 1803, drei Tage vor seiner Hochzeit, eröffnete er seinen eigenen Uhrmacherladen in Exeter.

### Karriere
1811 besuchte Bowring Neufundland, um nach neuen Möglichkeiten für seinen Handel zu suchen. Er reiste in den folgenden Jahren mehrmals dorthin. 1815 wurde er einer der ständigen Bewohner des Hafens und im folgenden Frühling kam seine Familie nach. Seine Frau eröffnete einen an seinen Uhrmacherladen angeschlossenen kleinen Kurzwarenladen. Ihre Unternehmung erwies sich als erfolgreich und Bowring entschied, die Uhrmacherei einzustellen, um sich auf den wachsenden Einzelhandel zu konzentrieren. 1823 kaufte er zwei Schoner, um Waren aus England ein- und neufundländische Fisch- und Robbenprdoukte auszuführen. Im folgenden Jahr benannte er seine Firma in Benjamin Bowring and Son um, als sein ältester Sohn William sein Partner wurde. William ertrank vier Jahre später.
1833 belieferte er eine Freiwillige Feuerwehr in St. John’s. Sein neuer Feuerschutzversuch war keine Hilfe als, am 7. Juli des Jahres Bowrings Geschäftsräume und vieles andere auf der Südseite der Water Street in St. John’s ausbrannte.
Im folgenden Jahr gab er die Kontrolle über seine Firma an seinen Sohn Charles Tricks Bowring ab und kehrte mit dem Rest der Familie nach England zurück. 1835 gründete er eine als Benjamin Bowring bekannte Handelsgesellschaft in Liverpool. Bowring blieb in regelmäßigem Kontakt mit seinem Sohn, bot seinen Rat an und übernahm die Rechnungsprüfung. In den 1830er Jahren erlebte die Firma eine grundlegende Expansion und erreichte die vordersten Plätze der Handelsunternehmen der Water Street. 1839 wurde der Name der Firma in „Bowring Brothers“ geändert, als Charles’ Bruder Henry sein Partner wurde. Zwei Jahre später kam ihr Bruder Edward hinzu.

### Ruhestand und Tod
1841 übergab er das Geschäft in Liverpool an Charles. Unter Charles wurde diese in C.T. Bowring and Company umbenannte Firma zu einem größeren internationalen Schiffs- und Versicherungsunternehmen, während Bowring Brothers zu den führenden Unternehmen in der Kabeljau- und Robbenfischerei sowie in der Beschaffung von Nahrungsmitteln und Industriegütern in Neufundland avancierte.
Nach dem Tod Benjamin Bowrings weitete die Firma ihr Versicherungsgeschäft aus und erlangte Bedeutung im Handel mit Metallen, Kaffee, Dünge- und Nahrungsmitteln, Erdölprodukten, Chemikalien und anderen Waren. Heute ist Bowring Brothers eine erfolgreiche Kette gehobener Geschenkläden mit mehr als sechzig Standorten in Kanada und betreibt auch eine kleinere Kette von Wohnmöbelmärkten. 1979 wurde die, MV Benjamin Bowring nach ihm benannt. C.T. Bowring and Co. wurde 1980 von Marsh & McLennan Companies gekauft.